# ماونتن ویلج (آلاسکا)
ماونتن ویلج (به انگلیسی: Mountain Village) شهری در ناحیه سرشماری وید همپتون ایالت آلاسکا است که جمعیت آن در سرشماری سال ۲۰۰۰ میلادی ۷۵۵ نفر بوده‌است.